# رهاب الاحتجاز
رهاب الاحتجاز أو رهاب الأماكن المغلقة (بالإنجليزية: Claustrophobia) هو الخوف الناتج عن وجود الشخص في مكان ضيق أو مغلق. وهو يعتبر أحد الأمراض الناجمة عن القلق وعادة يتسبب في حدوث نوبات ذعر. تشير إحدى الدراسات إلى أن حوالي 2-5% من سكان العالم يعانون من نوع شديد من هذا الرهاب ولكن نسبة قليلة منهم فقط هم الذين يتلقون العلاج.

## العلامات والأعراض
يصنَّف رهاب الأماكن المغلقة ضمن اضطرابات القلق. غالبًا ما تتطور الأعراض خلال مرحلة الطفولة أو المراهقة. يُعتبر الخوف من الاختناق العرض الرئيسي لهذا الاضطراب، ويظهر هذا الخوف في واحد أو أكثر من الأماكن التالية: الغرف الصغيرة، أجهزة التصوير بالرنين المغناطيسي (MRI) أو التصوير المقطعي المحوسب، السيارات، الحافلات، الطائرات، القطارات، الأنفاق، الكهوف المائية، السراديب، المصاعد، والكهوف.
يمكن أن يؤدي التواجد في مكان مغلق أو حتى التفكير في التواجد في مكان ضيق إلى إثارة مخاوف من عدم القدرة على التنفس بشكل كافٍ أو نفاد الأكسجين. وغالبًا لا يكون السبب هو ضيق المكان ذاته، بل الخوف من الاحتمالات السلبية التي قد تحدث أثناء التواجد في ذلك المكان. عند وصول مستويات القلق إلى حد معين، قد يبدأ الشخص في اختبار الأعراض التالية:
- التعرق و/أو القشعريرة
- تسارع ضربات القلب وارتفاع ضغط الدم
- الدوار، الإغماء، الشعور بالدوخة أو الشلل من الخوف
- جفاف الفم
- فرط التهوية (Hyperventilation)
- الهبّات الساخنة
- الارتجاف أو الرجفة والشعور بـ"الفراشات" في المعدة
- الغثيان
- الصداع
- التنميل أو الخدر
- الإحساس بالاختناق
- ضيق أو ألم في الصدر وصعوبة في التنفس
- الحاجة الملحة لاستخدام الحمام
- الارتباك أو التشوش الذهني
- الخوف من الأذى أو المرض
- الدوار

تعتمد الأعراض على شدة الرهاب لدى كل فرد.

## الأسباب
يُعد الخوف من الأماكن المغلقة خوفًا غير عقلاني. فمعظم الأشخاص المصابين برهاب الأماكن المغلقة، عند تواجدهم في غرفة بدون نوافذ، يدركون وعيًا أنهم ليسوا في خطر فعلي، ومع ذلك قد يشعرون بالخوف الشديد، وربما يصل الأمر إلى حد العجز عن التصرف، وغالبًا لا يعرفون سبب ذلك. ومع ذلك، قد لا يكون رهاب الأماكن المغلقة هو السبب دائمًا، فقد يكون ناتجًا عن اضطراب نفسي آخر مثل اضطراب الكرب التالي للصدمة.

### اللوزة الدماغية (Amygdala)
تُعد اللوزة الدماغية واحدة من أصغر البنى في الدماغ، لكنها أيضًا من أكثرها قوة وتأثيرًا. وتلعب دورًا أساسيًا في تكييف الخوف أو توليد استجابة "الكر أو الفر"
تُنشأ استجابة الكر أو الفر عندما يرتبط منبه معين بموقف خطير. ويُعتقد أن جذور الرهاب تكمن في هذه الاستجابة. تعمل اللوزة الدماغية عبر نوى أمامية مترابطة، ترسل إشارات إلى نوى أخرى تؤثر على معدل التنفس، اليقظة الجسدية، إفراز الأدرينالين، ضغط الدم، معدل ضربات القلب، الاستجابة السلوكية للخوف، والاستجابات الدفاعية التي قد تتضمن التجمد أو الشلل المؤقت. تُشكّل هذه التفاعلات ما يُعرف بـ"فشل الجهاز العصبي الذاتي" أثناء نوبة الهلع.
أظهرت دراسة أجراها فومي هايانو أن اللوزة الدماغية اليمنى كانت أصغر حجمًا لدى المرضى المصابين باضطرابات الهلع. وقد لوحظ هذا النقص في مجموعة النوى القشرية-الوسطية (Corticomedial Nuclear Group) التي تنتمي إليها نواة CE. يؤدي هذا التغير البنيوي إلى تداخل في الإشارات العصبية، مما يسبب ردود فعل غير طبيعية تجاه المنبهات المزعجة لدى المصابين باضطرابات الهلع. أما لدى الأشخاص المصابين برهاب الأماكن المغلقة، فيظهر ذلك في صورة هلع أو مبالغة في رد الفعل عند التواجد في مكان ضيق.

### التكييف الكلاسيكي (Classical Conditioning)
ينشأ رهاب الأماكن المغلقة عندما يبدأ الدماغ في الربط بين الأماكن الضيقة والخطر. وغالبًا ما يكون هذا نتيجة لتجربة طفولية صادمة، رغم أن ظهور الرهاب قد يحدث في أي مرحلة عمرية. قد تحدث هذه التجربة مرة واحدة أو عدة مرات لتترك أثرًا دائمًا في الذاكرة. وقد أفاد معظم المشاركين المصابين برهاب الأماكن المغلقة في تجربة أجراها لارس-غوران أوست أن رهابهم "نتج عن تجربة تكييفية". في معظم الحالات، يبدو أن رهاب الأماكن المغلقة هو نتيجة لتجارب سابقة.

### أمثلة على تجارب تكييفية
بعض الأمثلة الشائعة للتجارب التي قد تؤدي إلى ظهور رهاب الأماكن المغلقة لدى الأطفال (أو البالغين) تشمل:
- أن يُحبس طفل (أو في حالات أقل شيوعًا، بالغ) في غرفة مظلمة تمامًا ولا يستطيع العثور على الباب أو مفتاح الإضاءة.
- أن يُحبس طفل داخل صندوق.
- أن يُغلق طفل في خزانة.
- أن يعلق رأس طفل بين قضبان سياج ولا يستطيع إخراجه.
- أن يزحف طفل إلى حفرة ولا يستطيع الخروج منها أو إيجاد طريق العودة.
- أن يُترك طفل في سيارة أو شاحنة أحد والديه.

وفقًا لأحد الباحثين، يمكن أن يمتد مصطلح "التجارب السابقة" ليشمل لحظة الولادة نفسها. ففي مقال "رهاب الأماكن المغلقة وخوف الموت والاحتضار" لجون أ. سبايرر يُستنتج أن ارتفاع معدل انتشار رهاب الأماكن المغلقة يعود إلى صدمة الولادة، والتي يُوصف بأنها "واحدة من أكثر التجارب رعبًا في حياتنا"، وفي هذه اللحظة العاجزة قد يتطور رهاب الأماكن المغلقة لدى الرضيع.
يمكن أن يُحفز التصوير بالرنين المغناطيسي رهاب الأماكن المغلقة، إذ يتطلب الإجراء الاستلقاء لفترة داخل أنبوب ضيق. وفي دراسة حول الرهاب والتصوير بالرنين المغناطيسي، أُبلغ عن أن 13% من المرضى تعرضوا لنوبة هلع أثناء الفحص. وقد ارتبط الإجراء ليس فقط بإثارة رهاب موجود مسبقًا، بل أيضًا بظهور الرهاب لدى بعض الأشخاص. وقد تمنع نوبات الهلع أثناء الإجراء الشخص من التكيف مع الوضع، مما يؤدي إلى استمرار الخوف.
يورد إس. جي. راشمان مثالًا متطرفًا، حيث يروي تجربة 21 عامل منجم حُوصروا تحت الأرض لمدة 14 يومًا، توفي خلالها ستة منهم اختناقًا. وبعد إنقاذهم، تمت متابعة عشرة من هؤلاء العمال لمدة عشر سنوات، وأظهر جميعهم باستثناء واحد تأثرًا كبيرًا بالتجربة، بينما طور ستة منهم رهابًا من المواقف الضيقة أو المقيدة. أما العامل الوحيد الذي لم تظهر عليه أعراض ملحوظة، فكان هو القائد.
عامل آخر قد يؤدي إلى ظهور رهاب الأماكن المغلقة هو "المعلومات المستقبلة". كما يوضح أورو والدينغ في "أسباب رهاب الأماكن المغلقة"، يتعلم الكثير من الأشخاص، خاصة الأطفال، ممن أو ماذا يخافون من خلال مشاهدة الوالدين أو الأقران. ولا يقتصر ذلك على ملاحظة المعلم، بل يشمل أيضًا ملاحظة الضحايا.
يشمل التكييف الكلاسيكي غير المباشر أيضًا رؤية شخص آخر يتعرض مباشرة لموقف مزعج للغاية، مثل مشاهدة شخص يعلق في مكان ضيق أو يختنق، أو أي من الأمثلة السابقة.

### الرهاب المهيأ (Prepared Phobia)
تشير بعض الأبحاث إلى أن رهاب الأماكن المغلقة ليس رهابًا مكتسبًا بالكامل أو ناتجًا فقط عن التكييف الكلاسيكي. فهو ليس خوفًا فطريًا بالضرورة، لكنه يُعد على الأرجح "رهابًا مهيأً"، وكما توضح إيرين جيرسلي في كتابها "الرهاب: الأسباب والعلاجات"، فإن الإنسان مهيأ وراثيًا ليخاف من الأشياء التي تشكل خطرًا عليه، وقد يندرج رهاب الأماكن المغلقة ضمن هذه الفئة بسبب "انتشاره الواسع، وبدايته المبكرة، وسهولة اكتسابه، وخصائصه غير المعرفية".
وقد يكون اكتساب رهاب الأماكن المغلقة جزءًا من آلية بقاء تطورية بدائية، أي خوف كامن من الاحتجاز أو الاختناق كان مهمًا لبقاء الإنسان، ويمكن أن يُثار بسهولة في أي وقت.
البيئات المعادية في الماضي كانت ستجعل هذا النوع من الخوف المبرمج ضروريًا، ولذلك طور العقل البشري القدرة على "تكييف الخوف بكفاءة تجاه فئات معينة من المنبهات الخطرة".
يدعم راشمان هذه النظرية في مقاله "الرهاب"، حيث يوافق على أن الرهاب غالبًا ما يتعلق بأشياء تشكل تهديدًا مباشرًا لبقاء الإنسان، وأن العديد من هذه الرهابات تُكتسب بسرعة بسبب "الاستعداد البيولوجي الموروث". وينتج عن ذلك رهاب مهيأ، ليس فطريًا تمامًا، لكنه واسع الانتشار وسهل الاكتساب. ويوضح راشمان أن "السمات الرئيسية للرهابات المهيأة هي أنها تُكتسب بسهولة كبيرة، وانتقائية، وثابتة، وذات أهمية بيولوجية، وغالبًا ما تكون [غير معرفية]".و"انتقائية" و"ذات أهمية بيولوجية" تعني أنها تتعلق فقط بالأشياء التي تهدد صحة الفرد أو سلامته أو بقائه مباشرة. أما "غير معرفية" فتعني أن هذه المخاوف تُكتسب بشكل لا واعٍ.
تشير هذه العوامل إلى أن رهاب الأماكن المغلقة هو رهاب مهيأ مبرمج مسبقًا في عقل الإنسان.